# Премія Жінка ІІІ тисячоліття 2008
3-тя церемонія вручення Всеукраїнської Премії «Жінка III тисячоліття» українським жінкам відбулася 10 червня 2008 року в залі Національної опери України у Києві.

## Номінації
Всеукраїнською премією «Жінка III тисячоліття» відзначили 61 жінку у трьох номінаціях: «Знакова постать», «Рейтинг» та «Перспектива».

### Рейтинг
Найбільше, 48 жінок (це рекордна кількість), були відзначені у номінації «Рейтинг».
Серед них найбільш відомі:
- співачки народні артистки України Ані Лорак, Наталя Бучинська і Степова Валентина,а також заслужена артистка України Тетяна Недельська.
- спортсменки Олена Жупіна — авторка та ведуча телепрограми «Формула успіху», дворазова чемпіонка України, Європи, бронзова призерка XXVII Олімпійських ігор з стрибків у воду (2000 р.) та Оксана Хвостенко — срібна призерка чемпіонату Світу 2008 року по біатлону, майстер спорту міжнародного класу.
- засновниця ТОВ «Епіцентр-К» Галина Герега
- директор інституту підвищення кваліфікації керівних кадрів Національної академії державного управління при Президентові України Валентина Гошовська.

### Знакова постать
У номінації «Знакова постать» було нагороджено пять жінок: співачку Оксану Білозір, медикиню Катерину Амосову, представниць органів влади Віру Ульянченко (голову Київської обласної державної адміністрації та Тетяну Корнякову (заступницю Генерального прокурора України), а також голову ТОВ «Агрофірма Маяк», Героя України Тетяну Корост.

### Перспектива
Вісім (також рекорд) молодих, але вже відомих дівчат були номіновані премією «Перспектива»: співачка Наталя Валевська, чемпіонка світу з бальних танців Олена Шоптенко та інші.

## Особливості нагородження
Церемонія 2008 року стала рекордною за кількістю нагороджених - 61 жінка.